# 야사카정 (오사카부)
야사카정(일본어: 八坂町)은 일본 오사카부 센보쿠군에 설치되었던 정이다. 현재의 이즈미시에 해당한다.